# Herrhagen, Karlstad
Herrhagen är en stadsdel i Karlstad, belägen strax öster om stadens centrum. Stadsdelen är inramad av Pråmkanalen, Hagaleden och Lambergstjärnet. Vid årsskiftet 2008/2009 bodde här 5 922  invånare i en blandning av villor från 1920-talet, trevåningshus från 1950-talet samt radhus och sjuvåningshus från 1970-talet. Stadsdelens gator har ett stramt rutnätsmönster och andelen grönytor är liten. Området har ett litet centrum med bland annat Konsum-butik, datorbutik, Herrhagskyrkan och Herrhagsskolan. I området finns också ett flertal restauranger främst i formen av pizzerior samt mindre butiker. I det gamla gjuteriet finns idag en stor del av Karlstads kulturföreningar. I den södra delen av gjuteriet finns nattklubben Nöjesfabriken. På långt håll ses det runda vattentornet i tegel som uppfördes 1889.

## Historia
Området bestod till stor del av hagmark från 1500-talet och in i mitten av 1800-talet och tillhörde ursprungligen Karl IX:s herrgård Carlberg. Till en början fanns mest industrier, bland annat Karlstad Mekaniska Werkstad, vilket ledde till att den närmaste bebyggelsen besattes av arbetare och området sågs som en arbetarstadsdel. Med den nya stadsplanen 1898 infördes rutnätet av gator som kan ses än idag. Av de hus som finns kvar byggdes största delen på första halvan av 1900-talet. Efter en upprustning av bostäderna på 1960-talet uppfördes ett torg bredvid Herrhagsskolan och 1972 byggdes Herrhagskyrkan som också ligger vid torget.

## Herrhagsskolan

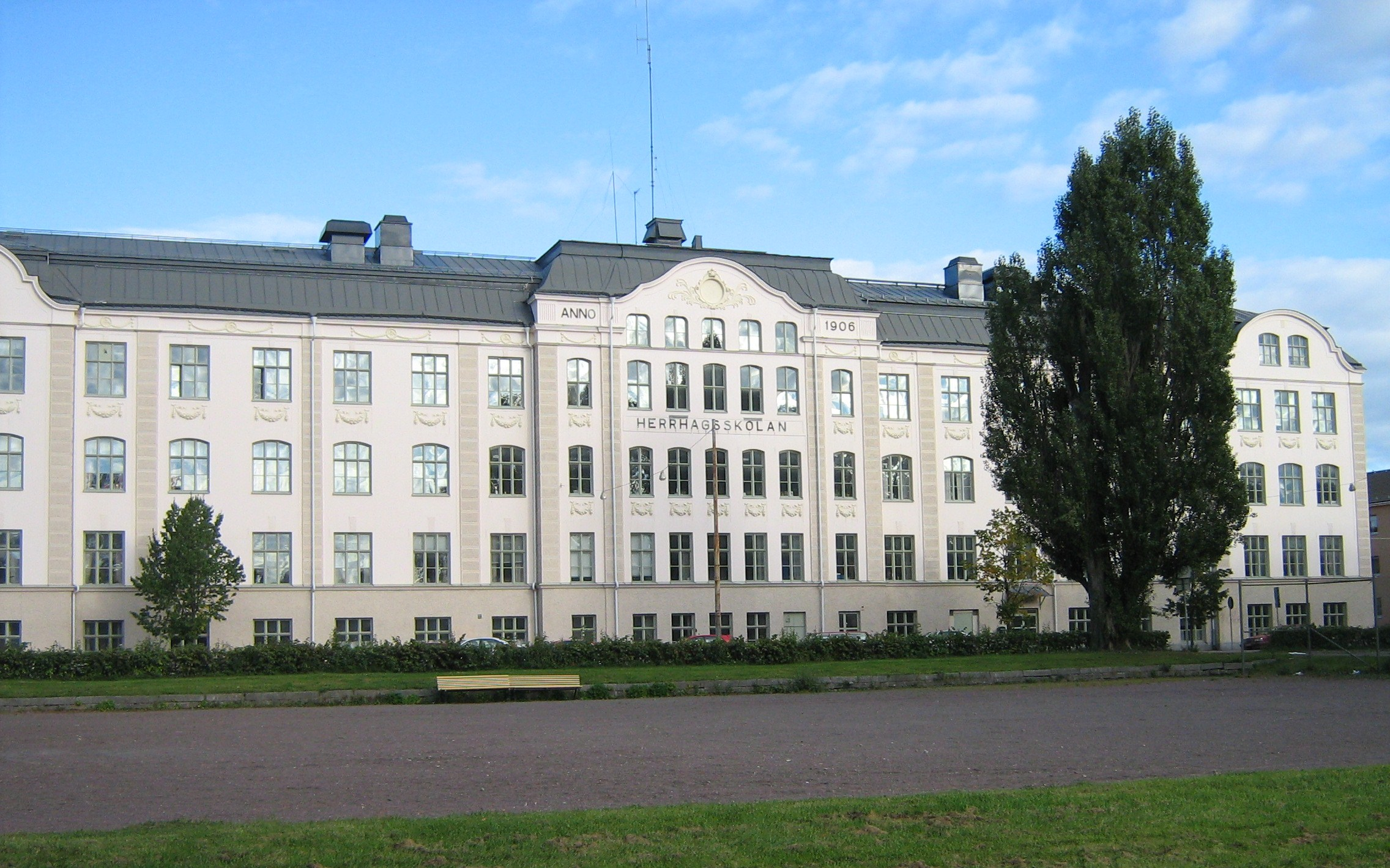
Herrhagsskolan

Herrhagsskolan har cirka 300 elever i årskurs F-6 och har mottot: "För lärandet – i tiden".  Skolan var färdig 1907 och var en av de första skolorna i Sverige med elektriskt ljus. Efter andra världskriget användes skolan i några månader som förläggning för före detta fångar från koncentrationsläger.